# ليندسي ستيوارت سميث
ليندسي ستيوارت سميث (بالإنجليزية: Lindsay Stuart Smith)‏ هو عالم وعالم نبات أسترالي، ولد في 27 نوفمبر 1917 في كوينزلاند في أستراليا، وتوفي في 12 سبتمبر 1970 في جبل بارني في أستراليا.